# Forbidden Daughters
Pour plus de détails, voir Fiche technique et Distribution.
Forbidden Daughters (littéralement : Filles interdites) est un court métrage dramatique américain de 1927 réalisé par Albert Arthur Allen, le photographe de nu féminin.

## Synopsis
Russell et Alva Silby sont un couple riche et pourtant Russell est attiré par l'Afrique pour vivre de nouvelles histoires d'amour et de nouvelles aventures. Il y reste des années et Alva envoie un détective pour le retrouver. Enfin, elle reçoit un télégramme plein d'espoir et elle part pour l'Afrique. Après trois mois de recherches, juste avant d'abandonner, elle apprend d'un commerçant indien nommé Radscha Sana à un poste de commerce éloigné. Elle le recherche et a accès à son harem. Surpris par la nudité ouverte d'esprit des femmes du harem, elle est témoin d'un meurtre par jalousie de la préférée de Sana. Ils sont confondus avec l'auteur et jetés dans le cachot. Là, Sana lui rend visite et tombe amoureuse d'elle. La nuit suivante, cependant, Alva s'échappe et erre dans la jungle. Après trois jours, elle entend les tambours d'une tribu indigène. Il s'agit exclusivement de femmes nues et de leur princesse Loma. Elle découvre Russell, pour qui Loma semble être tombé amoureux. Elle décide de se battre pour son mari et se déshabille et fait un pas séduisant devant son mari. Finalement, elle le reconquiert.

## Classification
Le film pourrait être considéré comme l'un des nombreux films de scène de l'époque. Cependant, la durée relative parle contre cela avec 13 minutes et que le réalisateur ainsi que tous les principaux acteurs sont connus par leur nom. Il n'y a pas non plus d'activité sexuelle. Le film est plutôt la continuation du travail de pionnier d'Allen dans le domaine de la photographie de nu. Le film lui-même reste très statique et n'a pas de plans de suivi.

## Sortie en DVD
Le film est publié en 2002 chez Something Weird Video (en).